# Lijst van veelvlakken
Er volgen hieronder twee lijsten van veelvlakken met uitsluitend regelmatige veelhoeken als zijvlak. De eerste lijst is een lijst van veelvlakken, die convex zijn. Daar vallen de regelmatige veelvlakken, de archimedische lichamen, de catalanlichamen, de johnsonlichamen en enkele prismatoïden onder. De tweede lijst is een lijst van veelvlakken, die niet convex, dus concaaf zijn. Dat zijn de sterveelvlakken. Daarvan vallen de kepler-poinsot-lichamen en een prismatoïde onder.
Het zijn de veelvlakken, waarover in de Nederlandstalige Wikipedia een artikel staat. Ze staan in alfabetische volgorde. Van chirale veelvlakken staat maar een van de twee vormen afgebeeld.

## Convexe veelvlakken
| veelvlak                                                | soort                           | afbeelding | eigenschappen         |
| ------------------------------------------------------- | ------------------------------- | ---------- | --------------------- |
| afgeknotte dodecaëder                                   | archimedisch lichaam            |            |                       |
| afgeknotte icosaëder                                    | archimedisch lichaam            |            |                       |
| afgeknotte icosidodecaëder                              | archimedisch lichaam            |            |                       |
| afgeknotte kubus                                        | archimedisch lichaam            |            |                       |
| afgeknotte octaëder                                     | archimedisch lichaam            |            |                       |
| afgeknotte tetraëder                                    | archimedisch lichaam            |            | achtvlak              |
| bilunabirotonde                                         | johnsonlichaam                  |            |                       |
| decagonaal prisma                                       | prismatoïde                     |            | enkelvoudig           |
| disphenocingulum                                        | johnsonlichaam                  |            |                       |
| driehoekige bipiramide                                  | johnsonlichaam                  |            | deltaëder zesvlak     |
| driehoekige hebesphenorotonde                           | johnsonlichaam                  |            | enkelvoudig           |
| driehoekige koepel                                      | johnsonlichaam prismatoïde      |            |                       |
| drievoudig gedraaide romboëdrisch icosidodecaëder       | johnsonlichaam                  |            |                       |
| drievoudig verhoogd driehoekig prisma                   | johnsonlichaam                  |            | deltaëder             |
| drievoudig verhoogd zeshoekig prisma                    | johnsonlichaam                  |            |                       |
| drievoudig verhoogde afgeknotte dodecaëder              | johnsonlichaam                  |            |                       |
| drievoudig verhoogde dodecaëder                         | johnsonlichaam                  |            |                       |
| drievoudig verkleinde icosaëder                         | johnsonlichaam                  |            |                       |
| drievoudig verkleinde romboëdrisch icosidodecaëder      | johnsonlichaam                  |            |                       |
| dubbelverhoogd driehoekig prisma                        | johnsonlichaam                  |            |                       |
| dubbelverhoogd vijfhoekig prisma                        | johnsonlichaam                  |            |                       |
| dubbelverhoogde afgeknotte kubus                        | johnsonlichaam                  |            |                       |
| gedraaide dubbelverkleinde romboëdrisch icosidodecaëder | johnsonlichaam                  |            |                       |
| gedraaide icosidodecaëder                               | johnsonlichaam                  |            |                       |
| gedraaide kuboctaëder                                   | johnsonlichaam                  |            |                       |
| gedraaide romboëdrisch icosidodecaëder                  | johnsonlichaam                  |            |                       |
| gedraaide romboëdrisch kuboctaëder                      | johnsonlichaam                  |            |                       |
| gedraaide vierkante dubbelkoepel                        | johnsonlichaam                  |            |                       |
| gedraaide vijfhoekige dubbelkoepel                      | johnsonlichaam                  |            |                       |
| grote rombische kuboctaëder                             | archimedisch lichaam            |            |                       |
| gyrobifastigium                                         | johnsonlichaam                  |            | achtvlak              |
| hebesphenomegacorona                                    | johnsonlichaam                  |            | enkelvoudig           |
| hexagonaal prisma                                       | prismatoïde                     |            | achtvlak              |
| icosidodecaëder                                         | archimedisch lichaam            |            |                       |
| kuboctaëder                                             | archimedisch lichaam            |            | ribbetransitief       |
| kubus                                                   | regelmatig veelvlak             |            | zesvlak               |
| metadubbelgedraaide romboëdrisch icosidodecaëder        | johnsonlichaam                  |            |                       |
| metadubbelverhoogd zeshoekig prisma                     | johnsonlichaam                  |            |                       |
| metadubbelverhoogde afgeknotte dodecaëder               | johnsonlichaam                  |            |                       |
| metadubbelverhoogde dodecaëder                          | johnsonlichaam                  |            |                       |
| metadubbelverkleinde icosaëder                          | johnsonlichaam                  |            |                       |
| metadubbelverkleinde romboëdrisch icosidodecaëder       | johnsonlichaam                  |            |                       |
| metagedraaide verkleinde romboëdrisch icosidodecaëder   | johnsonlichaam                  |            |                       |
| paradubbelgedraaide romboëdrisch icosidodecaëder        | johnsonlichaam                  |            |                       |
| paradubbelverhoogd zeshoekig prisma                     | johnsonlichaam                  |            |                       |
| paradubbelverhoogde afgeknotte dodecaëder               | johnsonlichaam                  |            |                       |
| paradubbelverhoogde dodecaëder                          | johnsonlichaam                  |            |                       |
| paradubbelverkleinde romboëdrisch icosidodecaëder       | johnsonlichaam                  |            |                       |
| paragedraaide verkleinde romboëdrisch icosidodecaëder   | johnsonlichaam                  |            |                       |
| pentagonaal prisma                                      | prismatoïde                     |            |                       |
| regelmatig achtvlak                                     | regelmatig veelvlak prismatoïde |            | achtvlak deltaëder    |
| regelmatig twaalfvlak                                   | regelmatig veelvlak             |            |                       |
| regelmatig twintigvlak                                  | regelmatig veelvlak             |            | deltaëder             |
| regelmatig viervlak                                     | regelmatig veelvlak             |            | deltaëder             |
| rombische dodecaëder                                    | catalanlichaam                  |            | romboëder             |
| rombische icosidodecaëder                               | archimedisch lichaam            |            |                       |
| rombische triacontaëder                                 | catalanlichaam                  |            | romboëder             |
| romboëdrische kuboctaëder                               | archimedisch lichaam            |            |                       |
| siamees vierkant antiprisma                             | johnsonlichaam                  |            | enkelvoudig           |
| siamese dodecaëder                                      | johnsonlichaam                  |            | deltaëder enkelvoudig |
| sphenocorona                                            | johnsonlichaam                  |            | enkelvoudig           |
| sphenomegacorona                                        | johnsonlichaam                  |            |                       |
| stompe dodecaëder                                       | archimedisch lichaam            |            | chiraal               |
| stompe kubus                                            | archimedisch lichaam            |            | chiraal               |
| verhoogd driehoekig prisma                              | johnsonlichaam                  |            | achtvlak              |
| verhoogd vijfhoekig prisma                              | johnsonlichaam                  |            |                       |
| verhoogd zeshoekig prisma                               | johnsonlichaam                  |            |                       |
| verhoogde afgeknotte dodecaëder                         | johnsonlichaam                  |            |                       |
| verhoogde afgeknotte kubus                              | johnsonlichaam                  |            |                       |
| verhoogde afgeknotte tetraëder                          | johnsonlichaam                  |            |                       |
| verhoogde dodecaëder                                    | johnsonlichaam                  |            |                       |
| verhoogde drievoudig verkleinde icosaëder               | johnsonlichaam                  |            |                       |
| verhoogde sphenocorona                                  | johnsonlichaam                  |            |                       |
| verkleinde romboëdrisch icosidodecaëder                 | johnsonlichaam                  |            |                       |
| verlengde driehoekige bipiramide                        | johnsonlichaam                  |            |                       |
| verlengde driehoekige koepel                            | johnsonlichaam                  |            |                       |
| verlengde driehoekige orthogonale dubbelkoepel          | johnsonlichaam                  |            |                       |
| verlengde driehoekige piramide                          | johnsonlichaam                  |            |                       |
| verlengde dubbelgedraaide driehoekige dubbelkoepel      | johnsonlichaam                  |            | chiraal               |
| verlengde dubbelgedraaide vijfhoekige dubbelkoepel      | johnsonlichaam                  |            | chiraal               |
| verlengde dubbelgedraaide vijfhoekige dubbelrotonde     | johnsonlichaam                  |            |                       |
| verlengde gedraaide driehoekige dubbelkoepel            | johnsonlichaam                  |            |                       |
| verlengde gedraaide driehoekige koepel                  | johnsonlichaam                  |            |                       |
| verlengde gedraaide vierkante bipiramide                | johnsonlichaam                  |            |                       |
| verlengde gedraaide vierkante dubbelkoepel              | johnsonlichaam                  |            |                       |
| verlengde gedraaide vierkante koepel                    | johnsonlichaam                  |            | chiraal               |
| verlengde gedraaide vierkante piramide                  | johnsonlichaam                  |            |                       |
| verlengde gedraaide vijfhoekige dubbelkoepel            | johnsonlichaam                  |            |                       |
| verlengde gedraaide vijfhoekige dubbelrotonde           | johnsonlichaam                  |            |                       |
| verlengde gedraaide vijfhoekige koepel                  | johnsonlichaam                  |            |                       |
| verlengde gedraaide vijfhoekige koepelrotonde           | johnsonlichaam                  |            |                       |
| verlengde gedraaide vijfhoekige piramide                | johnsonlichaam                  |            |                       |
| verlengde gedraaide vijfhoekige rotonde                 | johnsonlichaam                  |            |                       |
| verlengde vierkante bipiramide                          | johnsonlichaam                  |            |                       |
| verlengde vierkante koepel                              | johnsonlichaam                  |            |                       |
| verlengde vierkante piramide                            | johnsonlichaam                  |            |                       |
| verlengde vijfhoekige bipiramide                        | johnsonlichaam                  |            |                       |
| verlengde vijfhoekige koepel                            | johnsonlichaam                  |            |                       |
| verlengde vijfhoekige orthogonale dubbelkoepel          | johnsonlichaam                  |            |                       |
| verlengde vijfhoekige orthogonale dubbelrotonde         | johnsonlichaam                  |            |                       |
| verlengde vijfhoekige orthogonale koepelrotonde         | johnsonlichaam                  |            |                       |
| verlengde vijfhoekige piramide                          | johnsonlichaam                  |            |                       |
| verlengde vijfhoekige rotonde                           | johnsonlichaam                  |            |                       |
| vierkante koepel                                        | johnsonlichaam prismatoïde      |            |                       |
| vierkante orthogonale dubbelkoepel                      | johnsonlichaam                  |            |                       |
| vierkante piramide                                      | johnsonlichaam prismatoïde      |            |                       |
| vijfhoekige bipiramide                                  | johnsonlichaam                  |            | deltaëder             |
| vijfhoekige gedraaide koepelrotonde                     | johnsonlichaam                  |            |                       |
| vijfhoekige koepel                                      | johnsonlichaam prismatoïde      |            |                       |
| vijfhoekige orthogonale dubbelkoepel                    | johnsonlichaam                  |            |                       |
| vijfhoekige orthogonale koepelrotonde                   | johnsonlichaam                  |            |                       |
| vijfhoekige piramide                                    | johnsonlichaam prismatoïde      |            |                       |

## Sterveelvlakken
| veelvlak              | soort                  | afbeelding |
| --------------------- | ---------------------- | ---------- |
| grote dodecaëder      | kepler-poinsot-lichaam |            |
| grote icosaëder       | kepler-poinsot-lichaam |            |
| grote sterdodecaëder  | kepler-poinsot-lichaam |            |
| kleine sterdodecaëder | kepler-poinsot-lichaam |            |
| pentagramprisma       | prismatoïde            |            |